# Daniel Traconis
Daniel Traconis García (1836-1912) fue un militar y político mexicano, nacido en Mérida, Yucatán, y muerto en la misma ciudad. Participó entre otras acciones militares en la guerra de los Tres Años entre 1858 y 1861 y en el levantamiento del sitio de Veracruz en defensa del gobierno de la república de México en 1860. Fue gobernador de Yucatán de 1890 a 1894.

## Datos históricos
Se trasladó a la Ciudad de México desde muy joven e hizo sus estudios en el Colegio Militar. En 1856 participó en la batalla de Puebla contra los rebeldes que desconocieron el gobierno federal de Ignacio Comonfort. También participó en la guerra de los Tres Años que enfrentó a liberales y conservadores en México y tras la cual, Benito Juárez entró triunfante a la Ciudad de México. Fue apresado durante la batalla de Puebla pero logró escapar. En la batalla por la Ciudad de México, volvió a ser apresado y fue condenado a muerte, logrando escapar nuevamente. El 1 de enero de 1861 entró triunfante con las fuerzas juaristas a la capital de la república.
Ese mismo año retornó a Yucatán como comandante de una fuerza de celadores en el puerto de Sisal. Combatió a los mayas sublevados en la guerra de castas. En 1864 se unió a las fuerzas de Manuel Cepeda Peraza para defender la causa de México frente a la intervención francesa. Traconis y otros jefes militares y sus tropas fueron derrotados en Campeche por el almirante francés Cloué y fue desterrado a Cuba.
En 1865 le fue levantado el destierro y pudo regresar a Yucatán, no sin antes aceptar las condiciones del imperio. En 1866 recibió instrucciones para defender la población de Tihosuco de los indígenas mayas rebeldes. Cayó en una celada y estuvo a punto de ser derrotado y muerto, de no ser por el auxilio que recibió de un coronel del ejército federal apellidado Padilla, que vino de la ciudad de Mérida en su auxilio.
Fue designado gobernador de Yucatán para el periodo 1890 - 1894. Durante su administración inauguró el primer tramo del ferrocarril Mérida - Valladolid. También concluyó la obra del edificio sede del gobierno estatal en Mérida. Construyó un hospital en la ciudad de Valladolid.
Al término de su mandato fue jefe de la zona militar regional y no se retiró de la actividad castrense sino hasta el año mismo de su muerte, en 1912.